# Franc-bord
Cet article concerne une dimension d'un navire. Pour un type de construction maritime, voir Bordages à franc-bord. Pour le bord d'un cours d'eau, voir Franc-bord (géologie).

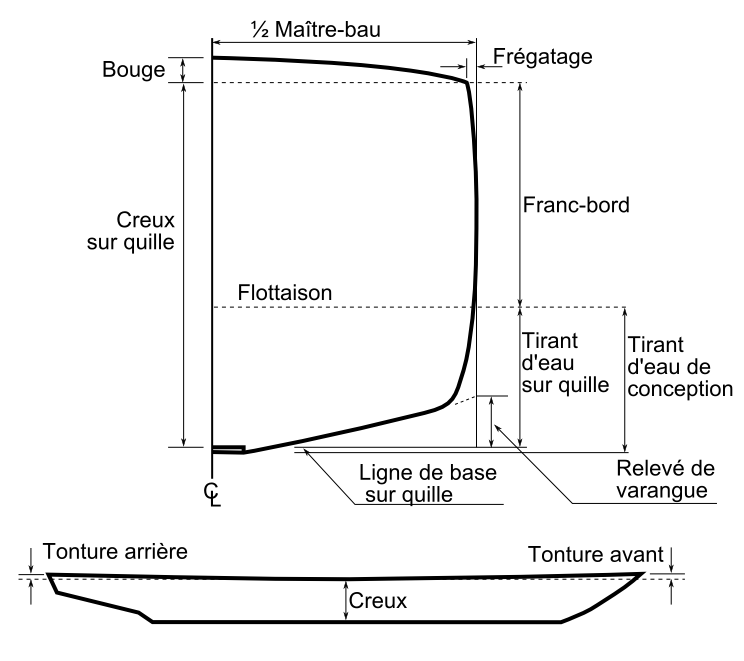
Franc-bord et autres dimensions de la coque

Dans la marine, le franc-bord d'un navire est la distance verticale entre la ligne de flottaison et le pont principal. Cette hauteur est variable selon le déplacement.

## Franc-bord minimum
Le franc-bord minimum d'un bateau est la hauteur entre la ligne de flottaison à pleine charge et le pont principal (également nommé pont de franc-bord ou encore pont de cloisonnement); il est utilisé notamment en architecture navale et dans les règlements internationaux. Un certificat de franc-bord est délivré par une société de classification.
La valeur du franc-bord minimum est déterminante pour un navire : en effet, elle définit la marge de sécurité en cas d'envahissement du navire ou en cas de rencontres avec les vagues. Il est courant d'associer franc-bord et réserve de flottabilité. Un navire au franc-bord élevé aura moins de chances de voir les vagues se briser sur son pont; en revanche, il aura une plus grande prise au vent et dérivera plus facilement sous l'action de celui-ci.